# Скорза, Франческо
Франче́ско Ско́рза (итал. Francesco Scorsa; 17 декабря 1946, Соверато, Калабрия — 19 августа 2023, Болонья) — итальянский футболист и футбольный тренер, играл на позиции защитника.

## Биография

### Игровая карьера
Начинал карьеру в клубе Серии D «Червия». В 1968 году перешёл в клуб Серии B «Чезену». Дебютировал в Серии B 2 марта 1969 года в матче с «Комо» – «Чезена» выиграла тот матч со счётом 2:1. Всего за три сезона в составе «Чезены» Скорза сыграл 106 матчей и забил 2 гола.
В 1972 году Скорза перешёл в клуб Серии A «Болонья». Дебютировал в Серии A 1 октября 1972 года в матче 2-го тура с миланским «Интером» (0:0). Отыграв за «Болонью» в сезоне 1972/1973 13 матчей, перешёл в «Фоджу».
В 1974 году перешёл в «Асколи», в составе которого играл в течение восьми сезонов. Всего за «бело-чёрных» Скорза сыграл 214 матчей, благодаря чему входит в топ-10 бывших игроков команды по количеству матчей. Завершил игровую карьеру в 1984 году в «Равенне», за которую отыграл 20 матчей.

### Тренерская карьера
Работал главным тренером в клубах низших дивизионах, среди которых были «Катандзаро», «Фано», «Ликата», «Мессина», «Нола» и «Асколи».

### Смерть
Скончался 19 августа 2023 года в Болонье после продолжительной болезни в возрасте 76 лет.